# Argyrolepidia capiens
Argyrolepidia capiens är en fjärilsart som beskrevs av Jordan 1904. Argyrolepidia capiens ingår i släktet Argyrolepidia och familjen nattflyn. Inga underarter finns listade i Catalogue of Life.